# Laurence Pithie
Laurence Pithie   (Christchurch, 17 de juliol de 2002) és un ciclista professional neozelandès que, actualment, competeix amb l'equip francès Red Bull-Bora-Hansgrohe a la màxima divisió ciclista.

## Biografia

### Joventut i formació
Durant la seva adolescència, Pithie era corredor de fons; però va començar a practicar el ciclisme el 2015 arran d'una lesió i va decidir focalitzar-hi els seus esforços a partir de l'any següent, quan va competir en ciclisme en pista. La seva evolució va ser positiva i el 2019 va guanyar els títols mundials junior en òmnium i cursa americana.

### Carrera professional

#### 2021 - 2022: debut en categoria continental
Pithie fitxa per l'equip continental del Groupama-FDJ el 2021. Competeix al Circuit de Valònia, cursa de l'UCI Europa Tour 2021 (categoria 1.1), i hi acaba tercer, essent superat a l'esprint final només pels professionals Christophe Laporte i Marc Sarreau, fet que li permet obtenir el seu primer podi en una cursa d'aquest nivell. A l'agost queda tercer en les tres etapes del Baltic Chain Tour i s'imposa a la classificació general gràcies a les bonificacions aconseguides durant les etapes.
L'any següent comença la temporada a Nova Zelanda i al març s'imposa a la tercera etapa del Tour de Normandia; però dos dies més tard es fractura la clavícula en una caiguda. Recuperat, al juliol venç el Gran Premi de la vila de Pérenchies.

#### 2023: primera temporada al World Tour
Pithie ascendeix al primer equip del Groupama-FDJ, participant de ple dret al World Tour. Això li permet debutar al Tour Down Under, la seva primera cursa per etapes del World Tour. Posteriorment, aconsegueix quedar entre els deu primers al campionat en ruta neozelandès i segon al de contrarellotge junior.
Competeix al Tour dels Emirats Àrabs i aconsegueix el seu primer top-10 en categoria 1.Pro quan queda vuitè a la Nokere Koerse. Tres dies més tard aconsegueix el seu primer podi en una cursa .1, quedant subcampió a la Clàssica Loira Atlàntic i, l'endemà, aconsegueix el seu primer triomf World Tour quan s'imposa al Gran Premi Cholet-País del Loira.
Després de baixar el nivell durant la primavera, Pithie competeix al campionat del món en ruta, prova que no acaba i aconsegueix el seu primer top-5 en una clàssica World Tour, la Bemer Cyclassics. Poc més tard queda setè en la primera etapa del Renewi Tour, també World Tour.

#### 2024: primera victòria al World TourCadel Evans Great Ocean Road Race
Comença la temporada a Austràlia, on queda tres cops entre els cinc primers al Tour Down Under i altre cop a la Surf Coast Classic i, sobretot, es proclama vencedor de la Cadel Evans Great Ocean Road Race, en el que és el seu primer triomf World Tour.
Posteriorment, queda tercer en ruta i en contrarellotge als campionats neozelandesos, vuitè a Le Samyn i segon, tercer i vuitè en tres etapes de la París-Niça, on vesteix el mallot groc de líder durant la tercera etapa. A mitjans de març va córrer el seu primer monument, la Milà-Sanremo, on va aconseguir la quinzena plaça. A la primavera també va debutar a l'A través de Flandes i a la París-Roubaix, on va quedar 7è, i, al maig, a la seva primera Gran Volta, el Giro d'Itàlia. La seva bona temporada es va veure recompensada amb la convocatòria per als Jocs Olímpics de París, on va quedar el 24è de la prova contrarellotge i el 39è de la prova de ruta.
A mitjans d'agost, mentre disputa el Tour de Polònia, s'oficialitza el seu traspàs al Red Bull-Bora-Hansgrohe.

## Palmarès

### Carretera
2019
1r  Critèrium, Campió nacional
2n  Contrarellotge, Campionats d'Oceania junior de ciclisme en ruta
2021
1r  Baltic Chain Tour
1r  Classificació de punts
1r  Classificació de joves
3r Circuit de Valònia
2022
Campionat nacional
1r  Sub-23, ruta
2n Sub-23, contrarellotge
3r Ruta
1r Gran Premi de la vila de Pérenchies
Vencedor de la tercera etapa del Tour de Normandia
3r New Zealand Cycle Classic
1r  Classificació de joves
3r Gran Premio Sportivi di Poggiana
2023
1r Gran Premi Cholet-País del Loira
2n Clàssica Loira Atlàntic
5è Hamburg Cyclassics
5è Circuit de Valònia
5è Grand Prix d'Isbergues
2024
1r Cadel Evans Great Ocean Road Race
3r Cursa de ruta, Campionats nacionals